# 秦鼎
秦 鼎（はた かなえ、1761年5月12日（宝暦11年4月8日） - 1831年8月8日（天保2年7月1日））は、江戸時代の漢学者。字は士鉉。通称、嘉奈衞。滄浪、小翁、夢仙と号した。父は刈谷藩の儒者の秦峨眉。
美濃の人。父に従い家学を承け、さらに細井平洲に学ぶ。尾張藩の藩校明倫堂の教授として活躍した。校勘に優れ、『春秋左氏伝校本』『国語定本』『世説箋本』などが、世に行われている。また、詩文を善し、能筆の誉れも高かった。しかし、その博識と驕慢は、毀誉褒貶を招き、やがて失脚した。天保2年（1831年）、71歳で死去した。